# 西橋豊治
西橋 豊治（にしはし とよじ、1950年3月18日 - ）は日本中央競馬会 (JRA) 栗東トレーニングセンターに所属していた元調教師、元騎手。おもな管理馬に1999年の桜花賞優勝馬プリモディーネがいる。兵庫県出身。

## 略歴
1950年、京都府に生まれる。父は増本勇厩舎に所属していた厩務員であり、この3年後にクラシック二冠を制するボストニアンの担当者であった。
幼少期から騎手を志し、1965年に阪神競馬場・佐藤勇厩舎に入門、騎手候補生となった。1970年に正騎手としてデビューしたが、佐藤厩舎は兄弟子の高橋成忠が不動の主戦騎手であったため、西橋までは騎乗馬が回ってこず、障害競走を中心に騎乗した。1986年に佐藤厩舎を離れてフリーとなったあと、1989年に騎手を引退した。騎手時代に重賞勝利を挙げることはできなかったが、トウメイ、オペックホースといった八大競走優勝馬にも騎乗し、オペックホースでは4歳時以外で主戦騎手を務めた。
以後菅谷禎高厩舎で調教助手を6年間務めたあと、1994年に調教師免許を取得、栗東トレーニングセンターに自身の厩舎を開業した。初出走は同年11月26日京都競馬第9競走のハードコウセンで2着。初勝利は同年12月10日阪神競馬第8競走のムービングシーンでのべ7頭目であった。
1998年、管理馬プリモディーネがファンタジーステークスを制し、重賞初勝利を挙げた。同馬は翌1999年の桜花賞にも優勝し、GI競走初制覇も果たした。その後重賞から遠ざかったが、2008年にメイショウクオリアが京都新聞杯を制し、9年ぶりの重賞勝利を挙げた。
調教師時代の年間成績はおおむね10勝前後で推移し、松本好雄と永井啓弐（永井商事なども含む）の所有馬が中心のラインナップで厩舎を経営。
プリモディーネの所有者であった伊達秀和も厩舎の有力な提携相手であった。
2021年2月28日をもって、定年のため調教師を引退。
調教師通算成績はJRA：5325戦215勝（GI1勝、GII2勝、GIII2勝）地方：44戦8勝　

## 騎手成績
| 通算成績 | 1着 | 2着 | 3着 | 騎乗数 | 勝率 | 連対率 |
| -------- | --- | --- | --- | ------ | ---- | ------ |
| 平地     | 133 | 118 | 181 | 1846   | .072 | .136   |
| 障害     | 3   | 3   | 1   | 22     | .136 | .273   |
| 計       | 136 | 121 | 182 | 1868   | .073 | .138   |

|            | 日付          | 競走名   | 馬名               | 頭数 | 人気 | 着順 |
| ---------- | ------------- | -------- | ------------------ | ---- | ---- | ---- |
| 初勝利     | 1970年5月30日 | -        | ヒハカイ           | -    | -    | 1着  |
| 重賞初騎乗 | 1974年3月3日  | 中京記念 | ワイエムタカラ     | 14頭 | 14   | 13着 |
| GI初騎乗   | 1981年11月8日 | 菊花賞   | ダイタクプロスパア | 21頭 | 6    | 5着  |

### 主な騎乗馬
- トウメイ（1971年平場オープン5着）
- ブッセンアレス（1976年福島記念3着）
- オペックホース（1979年新馬戦、平場オープン 1982年・1983年マイラーズカップ3着）

## 調教師成績
|            | 日付           | 競馬場・開催  | 競走名             | 馬名             | 頭数 | 人気 | 着順 |
| ---------- | -------------- | ------------- | ------------------ | ---------------- | ---- | ---- | ---- |
| 初出走     | 1994年11月26日 | 1回京都7日9R  | 4歳上500万下       | ハードコウセン   | 10頭 | 7    | 2着  |
| 初勝利     | 1994年12月10日 | 7回阪神3日8R  | 4歳上500万下       | ムービングシーン | 9頭  | 3    | 1着  |
| 重賞初出走 | 1995年7月1日   | 3回中京5日11R | 中日スポーツ賞4歳S | オギカムイワン   | 16頭 | 13   | 11着 |
| 重賞初勝利 | 1998年11月7日  | 6回京都1日11R | ファンタジーS      | プリモディーネ   | 12頭 | 6    | 1着  |
| GI初出走   | 1997年12月7日  | 5回中山4日11R | 朝日杯3歳S         | フィガロ         | 15頭 | 2    | 3着  |
| GI初勝利   | 1999年4月11日  | 2回阪神6日11R | 桜花賞             | プリモディーネ   | 18頭 | 4    | 1着  |

### 主な管理馬
※括弧内は当該馬の優勝重賞競走、太字はGI級競走。
- プリモディーネ（1998年ファンタジーステークス 1999年桜花賞）
- メイショウクオリア（2008年京都新聞杯）
- シゲルジュウヤク（2012年新潟ジャンプステークス、2013年阪神スプリングジャンプ）

その他管理馬
- フィガロ（種牡馬）

## 主な厩舎所属者
※太字は門下生。括弧内は厩舎所属期間と所属中の職分。
- 梅田智之（1996年1月 厩務員・調教厩務員、6月-2006年 調教助手）
- 岩崎祐己（2007年-2012年 騎手）
- 花田大昂（2011年-2013年[3] 騎手）